# Clara Henry

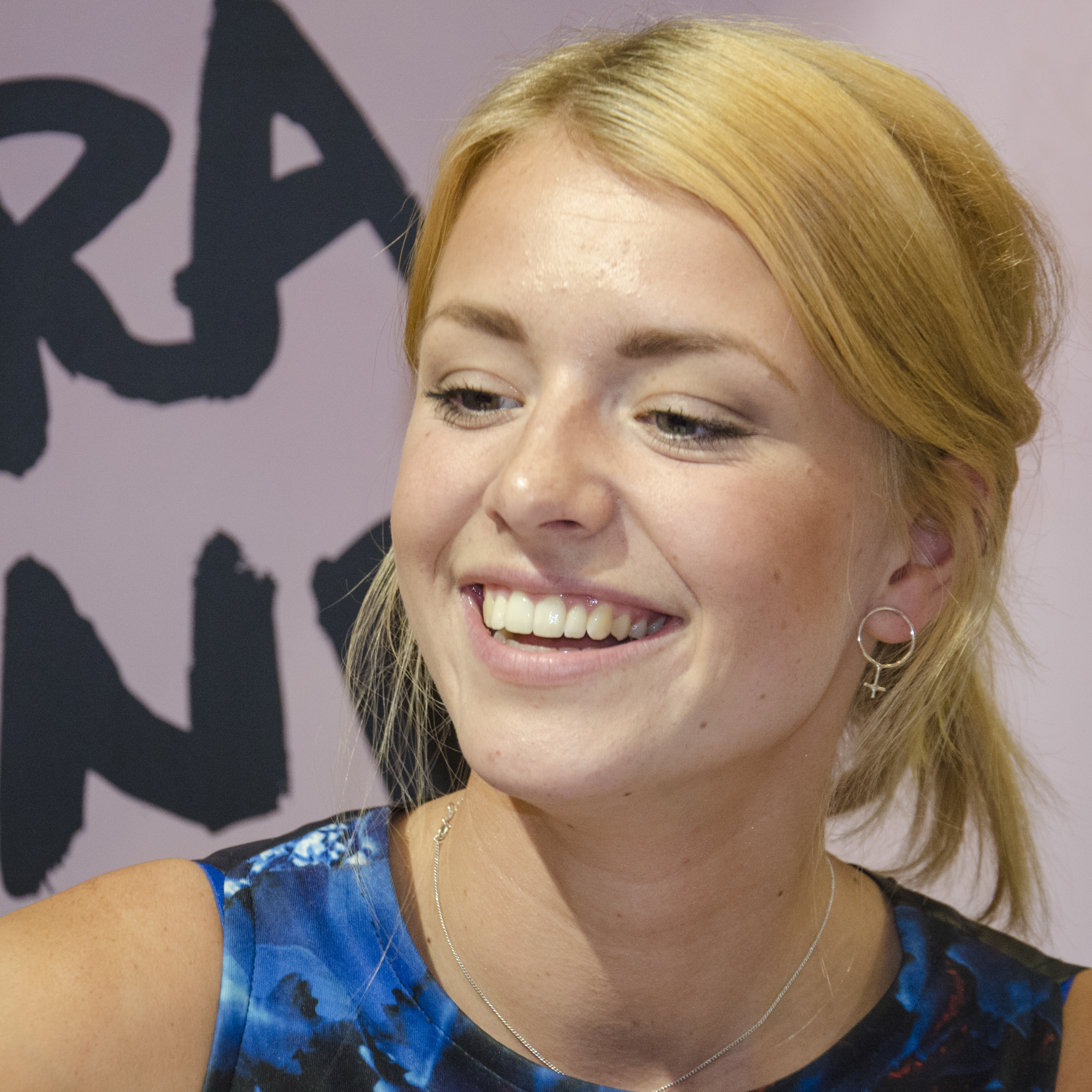
Clara Henry op Bokmässan in Göteborg 2015.

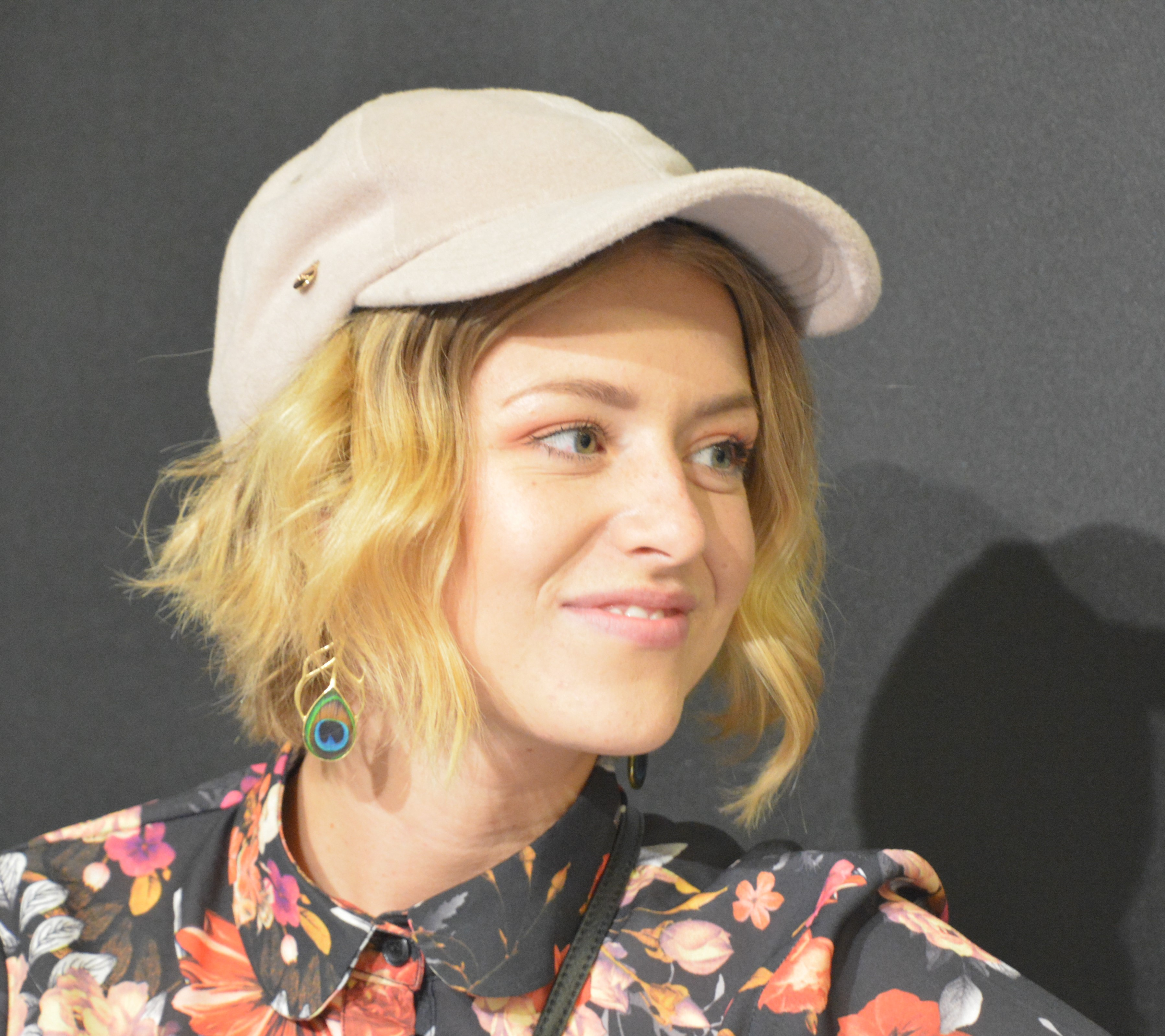
Clara Henry op Bokmässan 2016.

Clara Susanna Henry (Gökskulla, vlak bij Landvetter, 9 april 1994) is een Zweedse blogger en presentator op radio en tv. Ze had ruim 430.000 abonnees op haar YouTubekanaal in april 2017 en heeft ook haar eigen praatprogramma gehad op Kanal 5 Play. In 2015 debuteerde ze als auteur met het boek Ik ben ongesteld, so what? (origineel Ja jag har mens, hurså?). Ze was ook een van de presentatoren van Melodifestivalen 2017.

## Biografie

### Studie en gezin
Clara Henry groeide op in het kleine dorpje Gökskulla, vlak bij Landvetter, en slaagde in 2013 op het Ingrid Segerstedts gymnasium. Daar deed zij het samhällsvetenskapliga program, met de focus op journalistiek. Ze heeft een jongere zus en een jongere broer. Haar vader is opgegroeid in het Verenigd Koninkrijk, maar leeft al jarenlang in Zweden.

### Carrière
In haar tienerleeftijd was Henry jeugdreporter bij Göteborgs-Posten. Sinds haar twaalfde blogt ze, vanaf 2015 bij Nöjesguiden en daarvoor bij zowel Veckorevyn als Devote. Sinds 2011 maakt ze geregeld videoblogs op YouTube en is ondertussen uitgegroeid tot de grootste Noordelijke youtuber. Haar kanaal heeft meer dan 400.000 abonnees.
In de herfst van 2013 had ze een praatprogramma op Kanal 5 Play, waarin ze gasten interviewde en humoristische sketches verwerkt waren. De opvolger van dit programma in de lente van 2014 heette Häng med Clara Henry (Hang rond met Clara Henry). Verandering in dit programma was dat ze niet samen met haar gasten in een studio zat, maar dat ze een dag lang met haar gasten praatte. Ze werd in 2013 beloond met de prijs Årets Vlogger (vlogger van het jaar) bij de Blog Awards 2013.
Henry presenteerde de voor- en naprogramma's van Melodifestivalen 2014, waarin ze winnaars en gasten interviewde op SVT Play voor en na elke uitzending. In 2017 was ze een van de presentatoren van Melodifestivalen. Op 15 April 2014 presenteerde ze het Gultubengala, een gala dat georganiseerd wordt door het YouTubenetwerk Splay, waarin prijzen uitgedeeld worden voor de beste youtubers van Zweden. Ze kreeg daar ook zelf de prijs voor vloggkanaal van het jaar. Voor de Zweedse verkiezingen in 2014 werkte Henry in het televisieprogramma van SVT Humor Valfeber (verkiezingskoorts) samen met William Spetz, de jongens uit IJustWantToBeCool en Keyyo.
Op 30 juni 2015 was Henry zomergastvrouw in het radioprogramma van Sveriges Radio Sommar i P1. In september 2015 werd Henry's boek, Ik ben ongesteld, so what? uitgegeven bij Bokförlaget Forum. Dit boek is vertaald naar het Deens, Duits, Nederlands en Engels. Na de uitgave van haar boek heeft ze getoerd met de lezing Youtube på blodigt allvar (Serieus over YouTube). Ze heeft deze lezing onder andere gehouden in Borås en Uppsala. In 2015 was Henry reizende reporter voor Musikhjälpen. Daarvoor reisde ze naar de Filipijnen om gezinnen te ontmoeten die getroffen waren door tyfonen.
In 2015 werkte Henry in de zomer bij het radioprogramma Hallå i P3 op Sveriges Radio P3, samen met artiest Linnea Henriksson. In de zomer van 2016 had ze op ditzelfde kanaal tien weken lang haar eigen dagelijkse liveprogramma Clara Henry i P3.

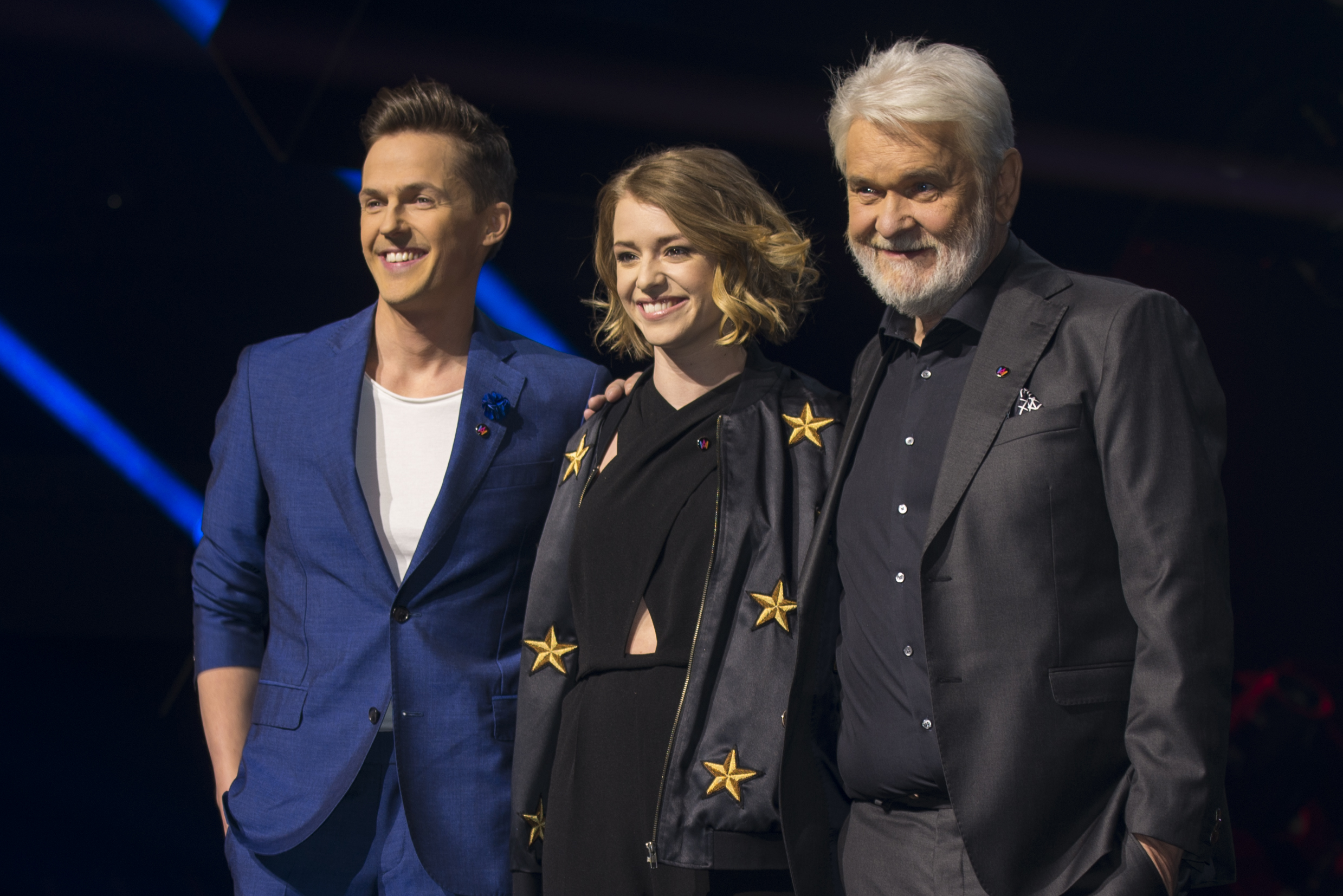
Presentatoren van Melodifestivalen 2017.

In de lente van 2017 was Clara Henry een van de presentatoren van Melodifestivalen samen met David Lindgren en Hasse Andersson.

## Filmografie

### Tv
- 2013 – Med Clara Henry (Kanal 5 play)
- 2014 – Häng med Clara Henry (Kanal 5 play) (Seizoen 2)
- 2014 – Melodifestivalens uppsnack och eftersnack (SVT1)
- 2014 – Valfeber (SVT Play)
- 2015 – Intresseklubben (SVT)
- 2016 – "Finding Dory" (stem)
- 2017 – Melodifestivalen 2017 (SVT1)

### Radio
- 2015 − Hallå P3
- 2015 − Sommar i P1
- 2016 − Clara Henry i P3

## Prijzen
- 2013 - Årets Vlogger (vlogger van het jaar) op Veckorevyns Blog Awards
- 2014 - Årets videobloggare (vlogger van het jaar) op Guldtuben
- 2015 - Årets videobloggare (vlogger van het jaar) op Guldtuben
- 2016 - Årets Collab (collaboratie van het jaar) samen met Keyyo op Guldtuben